# Islamiska förbundet i Stockholm
Islamiska förbundet i Stockholm, IFS, är en islamisk organisation i Stockholm som bland annat driver Stockholms moské. Organisationen grundades 1981 och är medlem i Islamiska förbundet i Sverige, med vilket den också delar postadress. IFS är medlem i riksorganisation Förenade islamiska församlingar i Sverige, FIFS och erhåller stadsbidrag via Myndigheten för stöd till trossamfund, SST.  IFS tar emot den största andelen pengar från FIFS, ca 25% av totala summan FIFS fick 2011. Forskare i interreligiösa relationer vid Lunds universitet Sameh Egyptson ifrågasätter antal medlemmar som IFS lämnar till SST. I årsredovisningen från 2011 (innan Skatteverket började samla in medlemsavgifter via skattsedeln 2016) kan man se att det totala beloppet för medlemsavgifter för IFS anges till 4 450 kronor medan man anger antalet medlemmar till 8 500 som underlag för bidrag från SST. År 2020 rapporterade FIFS till Skatteverket att deras antal medlemmar 8711.